# Фелипе Оливарес
Фелипе Оливарес Ројас (5. фебруар 1910. — датум смрти непознат) био је мексички фудбалски нападач који је одиграо једну утакмицу за мексичку репрезентацију на ФИФА-ином светском првенству 1930. године .